# Frédérique Caroline de Saxe-Cobourg-Saalfeld
La princesse Frédérique Caroline de Saxe-Cobourg-Saalfeld, duchesse de Saxe (24 juin 1735 – 18 février 1791) est une princesse de Saxe-Cobourg-Saalfeld par la naissance et par mariage la dernière margravine de Brandebourg-Ansbach et Bayreuth.

## Biographie
Frédérique Caroline est la cinquième enfant et plus jeune fille de François-Josias de Saxe-Cobourg-Saalfeld et d'Anne-Sophie de Schwarzbourg-Rudolstadt (1700-1780), fille de Louis-Frédéric Ier de Schwarzbourg-Rudolstadt.
Le 22 novembre 1754 à Cobourg, elle épouse Charles-Alexandre de Brandebourg-Ansbach-Bayreuth (1736-1806). Le mariage est conclu pour des raisons dynastiques. Bien que Frédérique Caroline ait été considérée comme vertueuse, douce, charitable et pieuse, son mari la trouve laide, ignorante et ennuyeuse. Le mariage est resté sans enfant, les époux s'étant rapidement séparés. Le margrave s'est installé au château de Schwaningen à Unterschwaningen, et a commencé à vivre avec sa maîtresse Elizabeth Craven.
Après la mort de Frédérique Caroline, son mari abdique comme margrave et vend le marquisat à la Prusse. Il quitte le pays et se marie avec sa maîtresse de cette année. Frédérique Caroline est enterrée dans la Gumbertuskirche à Ansbach.